# Basílica de Santa Inés Extramuros

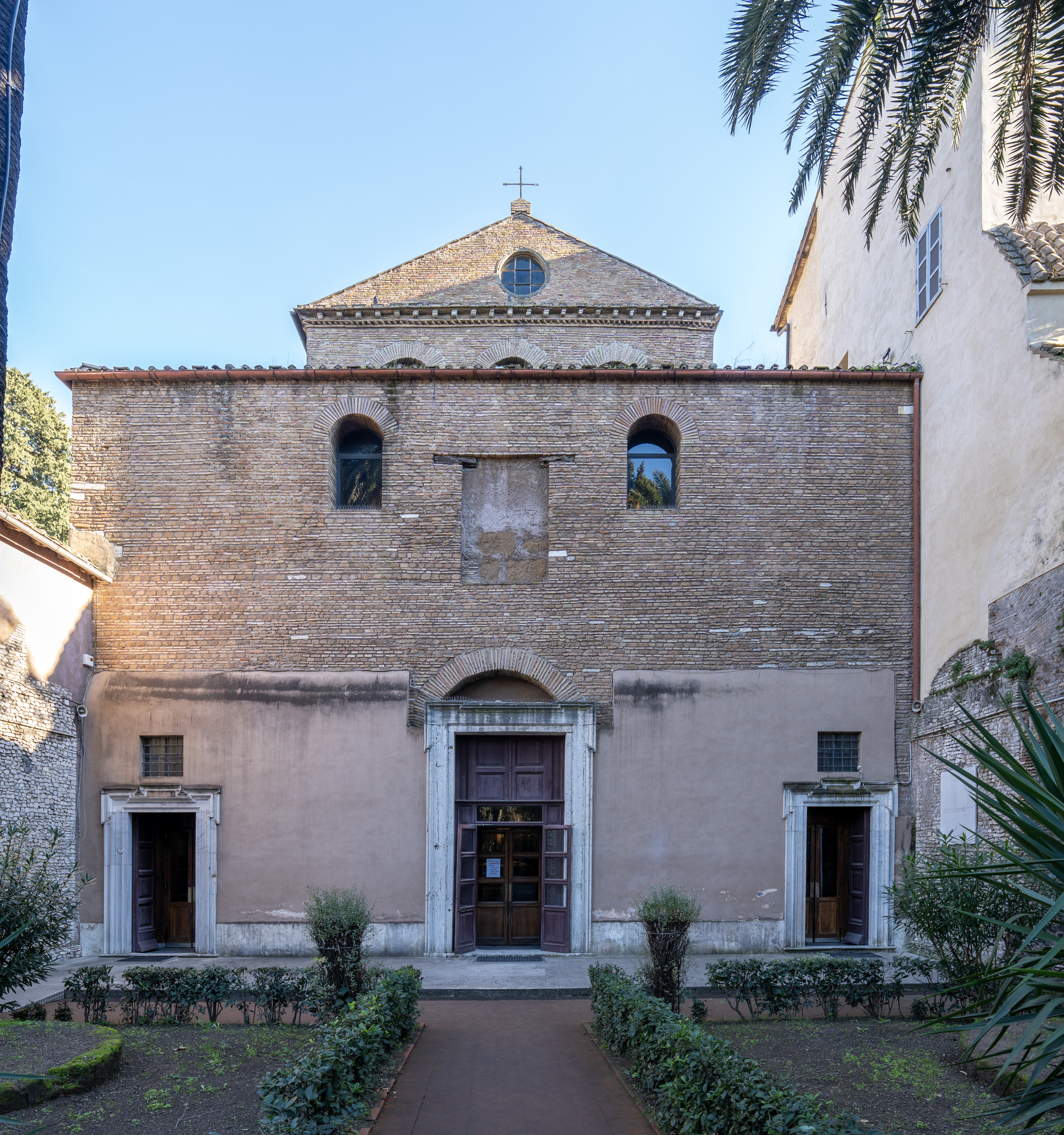
Ingreso inferior en la basílica de Santa Inés

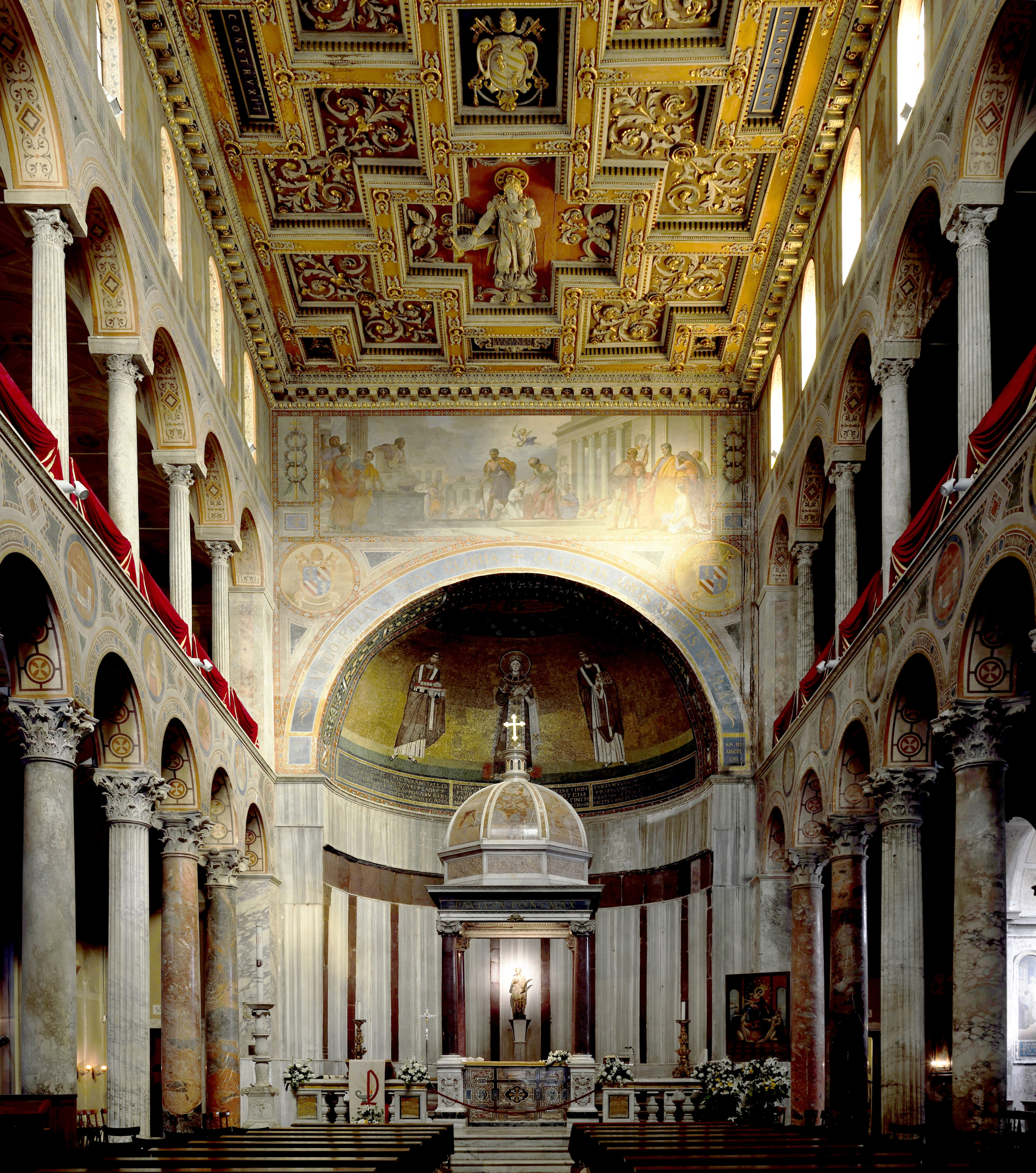
Vista del interior

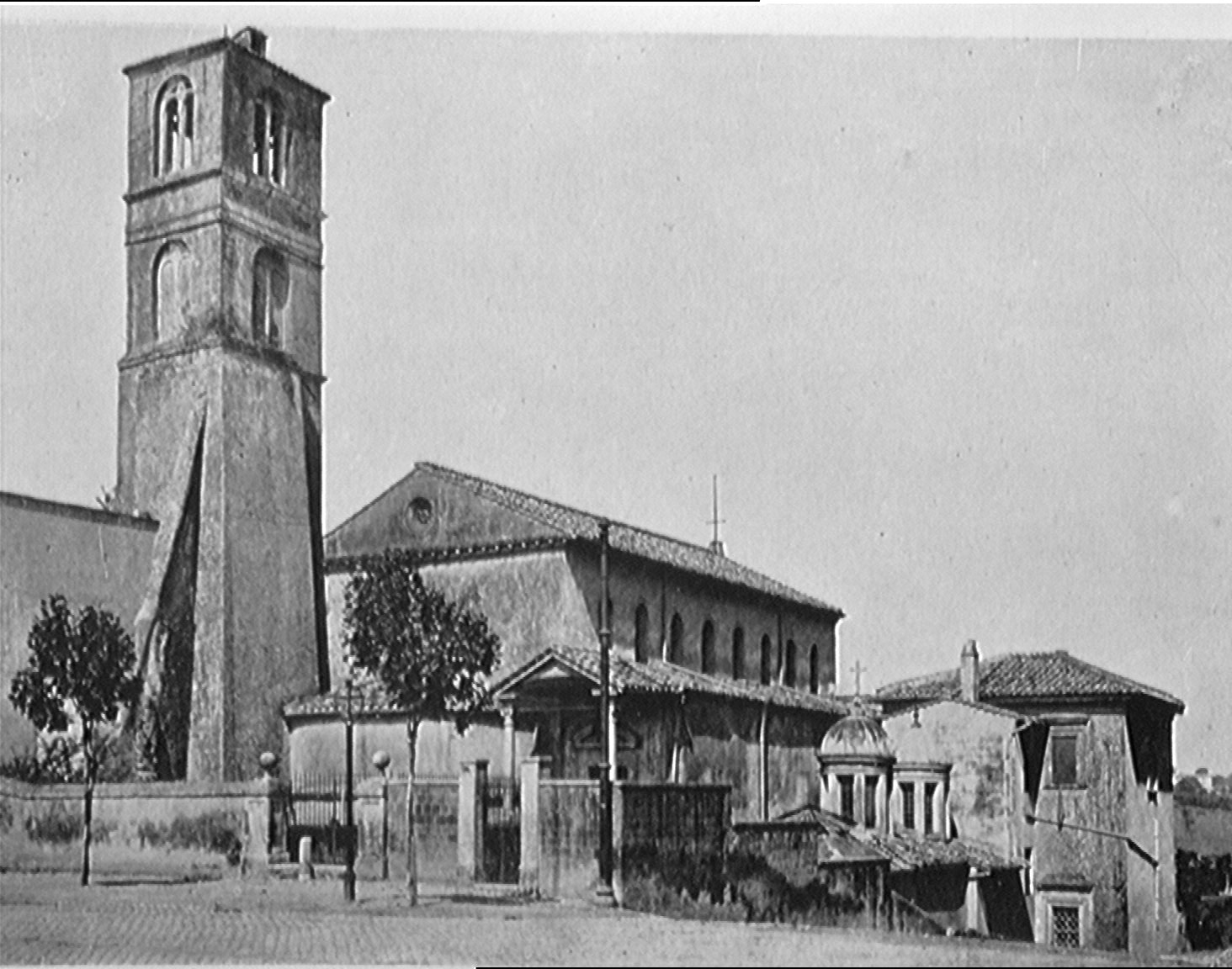
Santa Inés Extramuros, 1911.

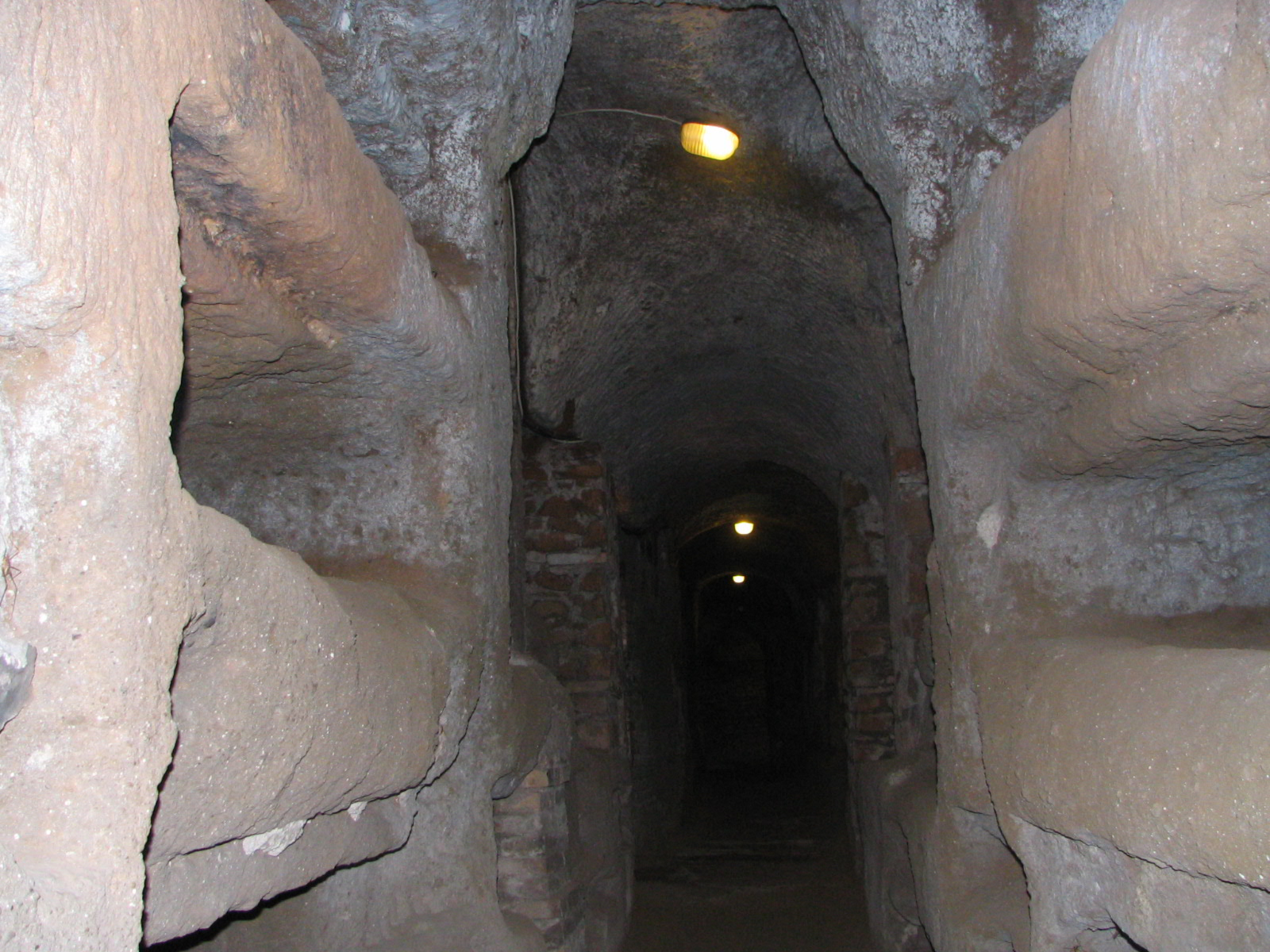
Catacumba de Santa Inés.

La basílica de Santa Inés Extramuros (en italiano: Sant'Agnese fuori le mura) es una iglesia basilical de Roma (Italia), en la que se supone que se guardan los huesos de santa Inés. La iglesia queda en la Vía Nomentana 349 a cierta distancia fuera de la muralla Aureliana que rodea la ciudad antigua. El nombre permite distinguirla de otros iglesias con la misma advocación que hay, o había, en Roma, siendo la más famosa de ellas Santa Inés en Agone (Sant'Agnese in Agone), erigida en el lugar de martirio de la santa. El complejo religioso incluye esta basílica y el mausoleo de Santa Constanza.

## Historia

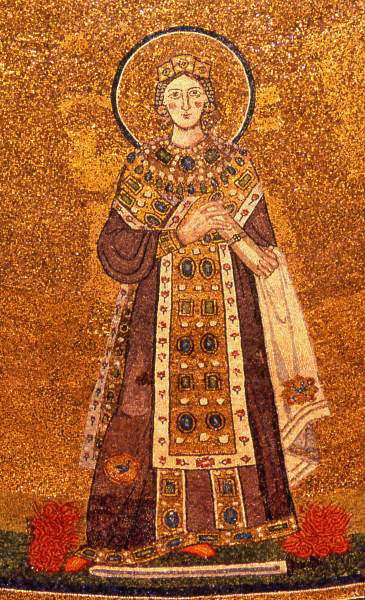
Mosaico representando a Santa Inés, en el ábside de la iglesia.

La actual iglesia (propiamente una basílica), tal como la reconstruyó el papa Honorio I a mediados del siglo VII, se alza sobre una catacumba del siglo IV, uno de los más importantes complejos funerarios de Roma, con más de 10 kilómetros de corredores, de los cuales sólo un par son accesibles. En el siglo IV la suave roca fue horadada alrededor de la tumba de santa Inés para crear un lugar de reunión, probablemente para que su familia celebrara el aniversario de su muerte. Las visitas de su familia y amigos se extendieron pronto a otros en Roma, y el lugar se convirtió en un lugar de peregrinación. 

En el año 340, Constanza, hija del emperador Constantino I, amplió la zona subterránea y construyó un gran mausoleo privado encima, hoy es conocido como el «mausoleo de Santa Costanza», quien era venerada como una santa, aunque no lo era oficialmente, mientras que la iglesia de Santa Inés fue entonces construida a un lado. 
La planta baja de la iglesia del siglo VII está al nivel del suelo de la catacumba, y las entradas desde la vía pública están al nivel de la galería de la segunda planta. Los mosaicos del edificio de Honorio aún están presentes. Esta iglesia también fue construida con una galería superior separada para las mujeres (matronaeum), similar a la de San Lorenzo Extramuros.
Es en esta iglesia se ebendicen el día de Santa Inés, el 21 de enero, dos corderos, usualmente por el papa después de una gran misa pontifical; su lana es más tarde tejida para hacer los palios, estolas ceremoniales, para los arzobispos metropolitanos recién nombrados para simbolizar su unión con el Papado. La iglesia está actualmente administrada por los canónigos regulares de San Juan de Letrán.
El actual cardenal sacerdote del Titulus S. Agnetis extra moenia es Camillo Ruini.